# Afonso Teles, 4.º senhor de Meneses
D. Afonso Teles ou também Afonso Telez (m. depois de 1256) foi um nobre com origem no Reino de Castela onde foi o 4.º senhor de Meneses.

## Relações familiares
Foi filho de Afonso Teles de Meneses, 2.º senhor de Meneses e 1.º de Albuquerque e de Elvira Rodrigues Girão,  filha de Rodrigo Guterres Girão, tenente em Carrión de los Condes e de Maria de Guzman. Casou com Maria Anes de Lima, filha de João Fernandes de Lima, o Bom e de Maria Pais Ribeira, a Ribeirinha, (amante que foi do rei Sancho I de Portugal de quem teve:
1. Afonso Teles, 5.º senhor de Meneses casou com Beatriz de Castela,  filha de Fradique de Castela e neta do rei Fernando III de Castela.
2. Maior Afonso de Meneses, 6.ª senhora de Meneses e senhora de Montealegre e Tiedra casada por duas vezes, a primeira com Gonçalo Gil de Vilalobos e a segunda com Afonso de Molina, infante de Castela e senhor de Molina, filho do rei Afonso IX de Leão.
3. Constança Afonso de Meneses (m. depois de 1268) casou com João Alonso I de Haro senhor de Os Cameros e filho de Afonso Lopes de Haro, senhor dos Cameros.
4. Teresa Afonso de Menezes (m. depois de 1295) casou com D. Pedro Martins de Vide.